# Дусик, Ян
Ян Ладислав Дусик (чеш. Jan Ladislav Dusík, также Душек (чеш. Dušek, нем. Duschek), Дуссек (Dussek); 12 февраля 1760, Часлав, Королевство Богемия — 20 марта 1812, Сен-Жермен-ан-Ле, Франция) — чешский композитор и пианист, крупный представитель чешской музыки второй половины XVIII и начала XIX века; предвозвестник некоторых особенностей музыкального Романтизма.

## Биография

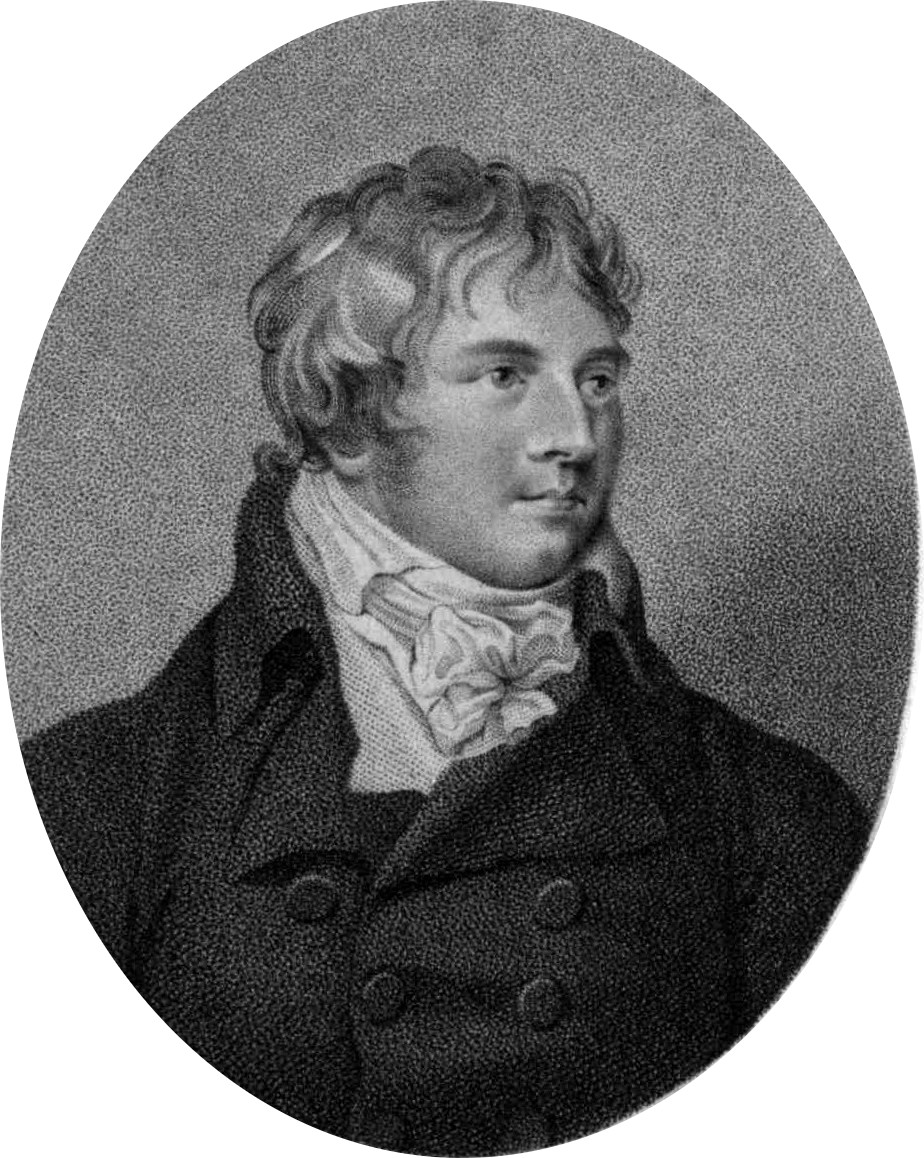
Ян Дусик

Семья Дусиков имеет чрезвычайно длинную историю профессиональных музыкантов, начиная, по крайней мере, ещё с деда Яна Ладислава — Яна Йозефа Дусика (с 1712 г.). Прочные музыкальные корни были также у моравской ветви семьи, по крайней мере до 1970-х годов. Мать Яна Ладислава, Вероника Дусикова (урожденная Штебетова), играла на арфе, инструменте, для которого её сын много писал, наряду с фортепиано. Его отец, Ян Йозеф, был также известным органистом и композитором. Ян Ладислав, старший из трёх детей, родился в чешском городе Чаславе, где его отец преподавал и играл на органе. Свои первые уроки музыки он получил от отца, который стал учить Яна фортепиано с пяти и органу с девяти лет. У маленького Яна были также хорошие голосовые данные, он пел в церковном хоре собора Святого Румбольда в Мехелене.
Дусик изучал музыку в гимназии иезуитов в Иглау, где учился у Ладислава Шпинара, директора хора. С 1774 года по 1776 год он учился в гимназии иезуитов в Кутна-Горе, где также служил органистом в иезуитской церкви Святой Варвары. В 1776 году Дусик отправился в новую городскую гимназию в Праге, где о нём отзывались как о ленивом студенте. В 1777 году поступил в университет в Праге, где его обучение продлилось лишь один семестр.
Умер в 1812 году в Сен-Жермен-ан-Ле или в Париже, похоронен под Парижем, точное место захоронения неизвестно.

## Творчество
Дусик — один из первых пианистов-виртуозов, путешествовавших по всей Европе. Он выступал в концертных залах от Лондона до Санкт-Петербурга и Милана, и был знаменит своим техническим мастерством. Во время почти десятилетнего пребывания в Лондоне он сыграл важную роль в расширении диапазона фортепьяно, побудив Джона Бродвуда создать первые шестиоктавные фортепиано.

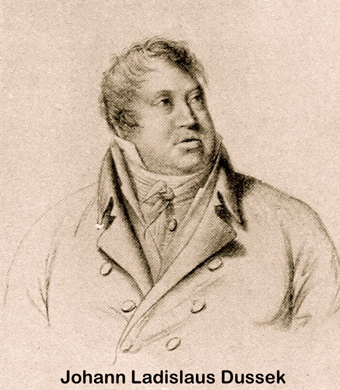
Ян Дусик

Однако, ни его стиль игры, ни его состав, не имели никаких заметных долгосрочных последствий. Хотя высказано предположение, что Франц Лист был преемником Дусика в области фортепианной виртуозности. И хотя его музыка продолжала быть популярной в Великобритании XIX века, сейчас она практически неизвестна.
Дусик был предшественником романтических композиторов, особенно Шопена, Шумана и Мендельсона. Многие из его произведений поразительно расходятся с преобладающим стилем позднего классицизма других композиторов того времени. Однако, несмотря на его отход от основных идей современников Гайдна и Моцарта, стилистическое влияние Дусика на более поздних композиторов было ограничено, поскольку его работы практически не известны за пределами Англии. Эволюция стиля у Дусика показывает, что он проводил независимую линию развития, которая, однако, как предполагается, не оказала сильного влияния на развитие раннего романтизма (несколько в духе Джезуальдо).
Его наиболее известные работы включают несколько крупных сольных пьес для фортепиано, фортепианные сонаты, много фортепианных концертов, сонат для скрипки и фортепиано, музыкальную драму, а также различные произведения камерной музыки, в том числе «Трио для фортепиано, валторны и скрипки», и необычные сонаты для фортепиано, скрипки, виолончели и ударных, озаглавленных «Морской бой», что является чрезвычайно редким примером камерной музыки, предшествующей XX веку, которая включает перкуссии.

## Сочинения
Подавляющее большинство произведений Дусика тем или иным образом включают в себя фортепиано. 

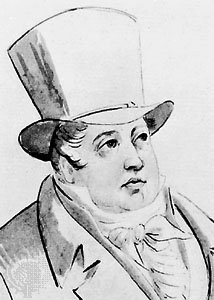
Ян Дусик на рисунке Пьера Конде

Он написал 35 сонат для фортепиано и 11 для фортепианного дуэта, цикл фортепианных пьес «Страдания королевы Франции» (1793), а также многочисленные другие работы разных конфигураций. Его камерная музыка включает 65 скрипичных сонат, 24 фортепианных трио, а также ряд произведений для арфы или арфы с фортепиано. Оркестровые произведения были ограничены концертами, в том числе 16 для фортепиано, 4 для арфы, и одним для двух фортепиано. Он написал небольшое количество вокальных произведений, в том числе 12 песен, кантату, мессу, и одну оперу «Пленник Спилберг». 
Каталогизация работ имеет свою собственную историю. Творчество Дусика исторически было трудно организовать, отчасти из-за числа издателей, которые первоначально публиковали его работы, а также по причине того, что некоторые из его работ были опубликованы более чем одним издателем. Некоторым работам, опубликованным несколькими издателями, были присвоены различные опусы, иногда разным опусам различными издательствами был присвоен тот же номер.
Компания «Артария» опубликовала тематический каталог его произведений, которые является неполным, новый тематический каталог был разработан в 1964 году. Работы пронумерованы в порядке возрастания и им был предписан префикс «С» или «Craw», работам сомнительного происхождения, перечисленным в отдельном разделе, даны номера с префиксом «Craw D».

## Теоретические труды
Дусик — автор нескольких работ об искусстве игры на фортепиано или клавесине, опубликованных в Англии, Австрии, Дании, Италии, России.